# Cabuérniga

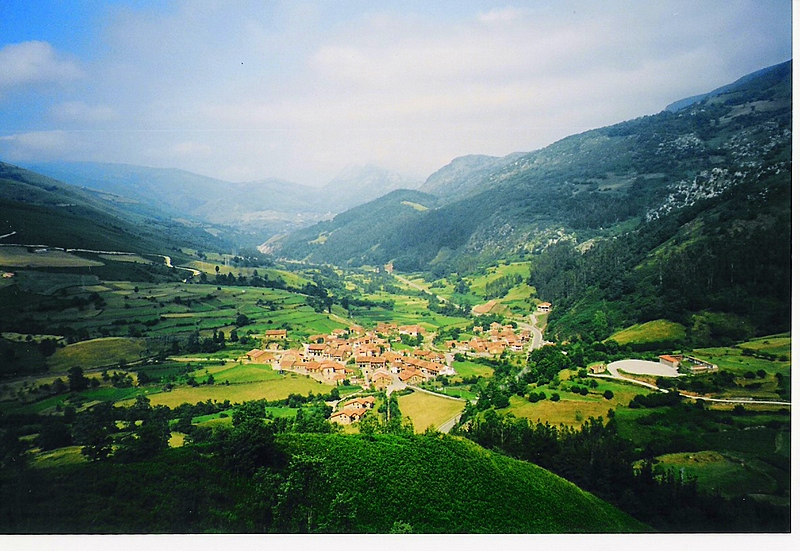
Tal von Cabuérniga

Cabuérniga ist eine Gemeinde in der spanischen Autonomen Region Kantabrien. Sie ist eine der drei Gemeinden, die das Tal von Cabuérniga bilden und liegt im westlichen Teil der Gemeinde, innerhalb der Comarca Saja-Nansa. Sie grenzt im Norden an die Gemeinden Ruente und Valdáliga, im Süden an Los Tojos und die Mancomunidad Campoo-Cabuérniga, im Westen an Rionansa und Tudanca und im Osten wiederum an Ruente und Los Tojos.
Die Gemeinde besteht aus neun kleinen Dörfern, von denen das wichtigste Carmona ist, das zum Bien de intéres histórico-artístico erklärt wurde und ein gutes Beispiel für ländliche Bergarchitektur darstellt.

## Orte
- Carmona
- Fresneda
- Renedo
- Selores
- Sopeña
- Terán
- Valle (Hauptort)
- Viaña

## Bevölkerungsentwicklung
| 1842 | 1900 | 1950 | 1981 | 1991 | 2001 | 2011 |
| ---- | ---- | ---- | ---- | ---- | ---- | ---- |
| 4052 | 2418 | 1874 | 1193 | 1141 | 1120 | 1071 |

## Wirtschaft
Die Wirtschaftstätigkeit konzentriert sich auf die Landwirtschaft und vor allem auf die Rinderzucht, die im Winter im Stall und im Sommer auf den Sejos-Pässen in den Bergen gehalten wird. Zu Beginn des Herbstes kommen die Herden ins Tal, was Anlass für die pasà, einen Umzug durch das Dorf und ein festliches Ereignis ist. Dies sind traditionelle Feste in der Gemeinde, bei denen sehr darauf geachtet wird, Traditionen und historische Wurzeln zu bewahren. Auch die Handwerkskunst der Holzbearbeitung ist bekannt und gehört zur lokalen Tradition.